# Traktor
Traktor je delovni stroj, s katerim so proti koncu 19. stoletja zamenjali živalsko vlečno moč v kmetijstvu. Na začetku so jih poganjali motorji na parni pogon, kasneje bencinski motorji, danes je skoraj v vseh traktorjih vgrajen dizelski motor, ki ga je leta 1897 skonstruiral Rudolf Diesel; po njem je dobil tudi ime.
Izraz traktor je bil prvič uporabljen v tovarni Hart-Parr leta 1906.

## Zgodovina traktorjev
Traktorji so danes nepogrešljiva pomoč v kmetijstvu in gozdarstvu. Ampak tako ni bilo zmeraj. Prek stoletij se delo kmetov pri setvi in žetvi na njivah bistveno ni spremenilo. Delo je bilo težko, saj je bilo odvisno od lastnih rok in pomoči vlečnih živali.
Komaj z izumom parnega stroja in pozneje motorja z notranjim zgorevanjem so nastali tehnični pogoji da se zamenja živalska moč v kmetijstvu. To se je zgodilo med industrijsko revolucijo v 19. st., ko so se začeli kopičiti izumi v tehnični stroki, v kateri je imela glavno vlogo Anglija .

## Znamke traktorjev
- seznam znamk traktorjev